# Khaled al-Muwallid
Khaled Massad al-Muwallid (arabisch خالد مسعد فرج المولد, DMG Ḫālid Musʿad Faraǧ al-Muwallid; * 23. November 1971 in Dschidda) ist ein ehemaliger saudi-arabischer Fußballspieler.

## Karriere

### Klub
Er begann seine Karriere in der Saison 1986/87 bei al-Ahli, wo er bis zur Saison 1999/2000 verblieb. Sein einziger Titelgewinn mit diesem Klub war in der Saison 1997/98 ein Pokalsieg. Zur Saison 2000/01 wechselte zum Ittihad FC und gewann bis zu seinem Karriereende nach der Spielzeit 2002/03 zwei Mal die Meisterschaft sowie ein weiteres Mal den Pokal.

### Nationalmannschaft
Seinen ersten bekannten Einsatz für die saudi-arabische Nationalmannschaft hatte er am 15. März 1989 bei einem 5:4-Sieg über Syrien, während der Qualifikation für die Weltmeisterschaft 1990. Er wurde in der 77. Minute beim Stand von 4:3 für Mohamed Abd al-Jawad eingewechselt. In den folgenden Qualifikationsspielen hatte er weitere Einsätze. Bei den Asienspielen 1990 wurde er in drei Partien eingesetzt.
Im Jahr 1992 folgten je zwei Einsätze beim Arabischen Nationenpokal 1992 und König-Fahd-Pokal 1992. Zum Ende des Jahres nahm er mit seiner Mannschaft als Titelverteidiger an der Asienmeisterschaft 1992 teil, als man im Finale mit 0:1 gegen Japan unterlag. Es folgte die Teilnahme am Golfpokal 1992.
Im nächsten Jahr nahm er an Freundschaftsspielen und an der Qualifikation zur Weltmeisterschaft 1994 teil. Zum Ende des Jahres spielte er mit seiner Mannschaft beim Golfpokal 1994. Im Juni 1995 kam er beim König-Fahd-Pokal zum Einsatz. Nach weiteren Freundschaftsspielen folgte seine Teilnahme am Golfpokal 1996. Mit seiner Mannschaft gewann er die Asienmeisterschaft 1996 im Dezember. Im Jahr 1997 spielte er zumeist Qualifikationsspiele zur Weltmeisterschaft 1998. Ende des Jahres nahm er am FIFA-Konföderationen-Pokal 1997 teil. Das letzte Jahr seiner Karriere beinhaltete fast ausschließlich Freundschaftsspiele. Zuletzt lief er für die Nationalmannschaft bei der Weltmeisterschaft 1998 in den ersten beiden Gruppenspielen auf.